# Castillo de La Calahorra
El castillo de La Calahorra se alza sobre una colina a 1.250 m s. n. m. que domina visualmente el marquesado del Zenete, en el municipio español de La Calahorra, provincia de Granada, comunidad autónoma de Andalucía. Desde abril de 2025 es propiedad de la Diputación de Granada.
La edificación fue de las pioneras en la introducción del estilo renacentista en la arquitectura civil española. Sobria mole de carácter militar al exterior, ofrece una equivocada imagen de la soberbia y distinguida decoración de su interior. Construido en un breve plazo (la decoración se completa en el periodo 1509-1512), para su ejecución se aprovecha parte de la cantería de la fortaleza árabe que se asentaba previamente en el cerro y, para su ornato, se importan de Italia materiales, técnicas y artistas. Desconociéndose en la actualidad la traza original del edificio, la dirección de obras se encarga en un principio al arquitecto segoviano Lorenzo Vázquez que, por desavenencias con el marqués del Cenete, se traslada al genovés Michele Carlone.
Este trabajaría primero en su taller de Génova, desde donde enviaría los mármoles de Carrara ya labrados al puerto de Almería, para posteriormente ejercer la dirección en el propio castillo para inspeccionar el montaje y el trabajo con materiales locales. La Calahorra es considerada la primera obra de envergadura en la que se documenta el trabajo de artistas italianos en España, si bien el diferente origen de los autores que labran sus piezas (lombardos, genoveses y carrareses), explica las diferencias estilísticas en la decoración del inmueble, que no obstante exhibe una sorprendente unidad a diferencia del paralelo ejemplo en el castillo de Vélez-Blanco.
En cuanto a su valor histórico, destaca como testimonio de un capítulo fundamental en la historia de la comarca del Cenete en el siglo XVI, mayorazgo fundado por el cardenal Mendoza a favor de su hijo don Rodrigo Díaz de Vivar. Representa un caso anacrónico en una época en la que la monarquía ordenaba derribar las fortalezas para consolidar su presencia ante el pueblo, y con el fin de evitar que se perpetuaran las relaciones de la vieja nobleza feudal, órdenes que cuentan con esta excepción realizada a la poderosa casa militar de los Mendoza.
Como dato de interés turístico y reciente, decir que fue utilizado tanto su exterior como el interior para el rodaje de algunos capítulos de la serie La casa del dragón, precuela de la gran producción Juego de tronos.

## Historia
El castillo de La Calahorra se ubica en la parte más elevada de un cerro amesetado, lugar privilegiado para controlar las tierras del Marquesado y sus comunicaciones y formando parte de un paisaje singular en las estribaciones de Sierra Nevada.
Las excavaciones arqueológicas constatan que precediendo a la fortaleza renacentista existía otra de época andalusí. La actual se erige a principios del siglo XVI por el hijo ilegítimo del cardenal Mendoza, que fundó en esta comarca un mayorazgo a favor de su heredero, don Rodrigo Díaz de Vivar y Mendoza, primer marqués del Cenete y conde del Cid, título último relacionado con su posesión de la fortaleza del mítico Cid Campeador en Jadraque, personaje del que se declararía sucesor y del que adopta sus apellidos. Don Rodrigo Mendoza erige su castillo-palacio en el sur de la meseta, desde donde se obtiene el mejor control visual del territorio circundante.
El proyecto de La Calahorra debió gestarse durante el viaje que don Rodrigo realiza a Italia entre 1506 y 1508, durante el cual debió encargar y obtener los primeros planos y diseños para la decoración de su castillo. Por otro lado, del inventario realizado por el gobernador de Valencia de la biblioteca de don Rodrigo Díaz de Vivar, heredada en buena parte de su padre el cardenal Mendoza, se desprende la sobresaliente formación humanista de la familia, hecho que también quedaría reflejado en el programa decorativo del interior del castillo. Con 632 volúmenes, la biblioteca contaba con una importante presencia de textos clásicos grecolatinos, así como literatura, tratados de arquitectura y filosofía de autores del renacimiento italiano.
El castillo fue habitado por don Rodrigo de Mendoza y María de Fonseca tan sólo durante ocho años tras concluirse las obras, y sería tomado en heredad por sus hijas. Recobrará un importante protagonismo durante la Rebelión de las Alpujarras o Guerra de los Moriscos (1568-1571), especialmente violenta en el marquesado del Cenete, sirviendo de refugio de los proclamados cristianos viejos y acuartelamiento del marqués de Mondéjar. Posteriormente fue abandonado durante siglos, hasta que a principios del siglo XX estuvo a punto de ser vendido y trasladado a Estados Unidos antes de pasar a su último propietario privado.

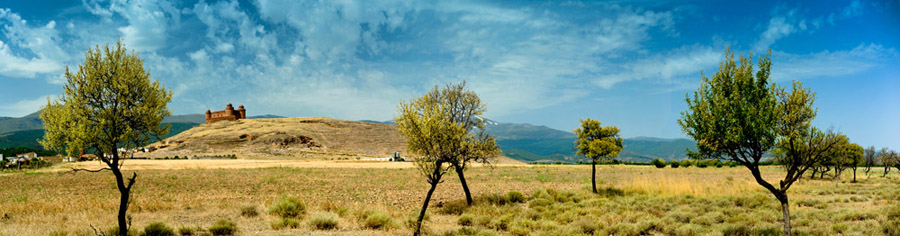
Panorámica con el castillo al fondo.

En cuanto a los restos documentados de la fortaleza árabe de época anterior se conservan muros de torres y de un bastión, así como dos pequeñas albercas y parte de una muralla. Debido a la concentración de teja y mortero de cal en el interior del primitivo recinto, es muy probable que la fortaleza albergara una pequeña población.

## Arquitectura

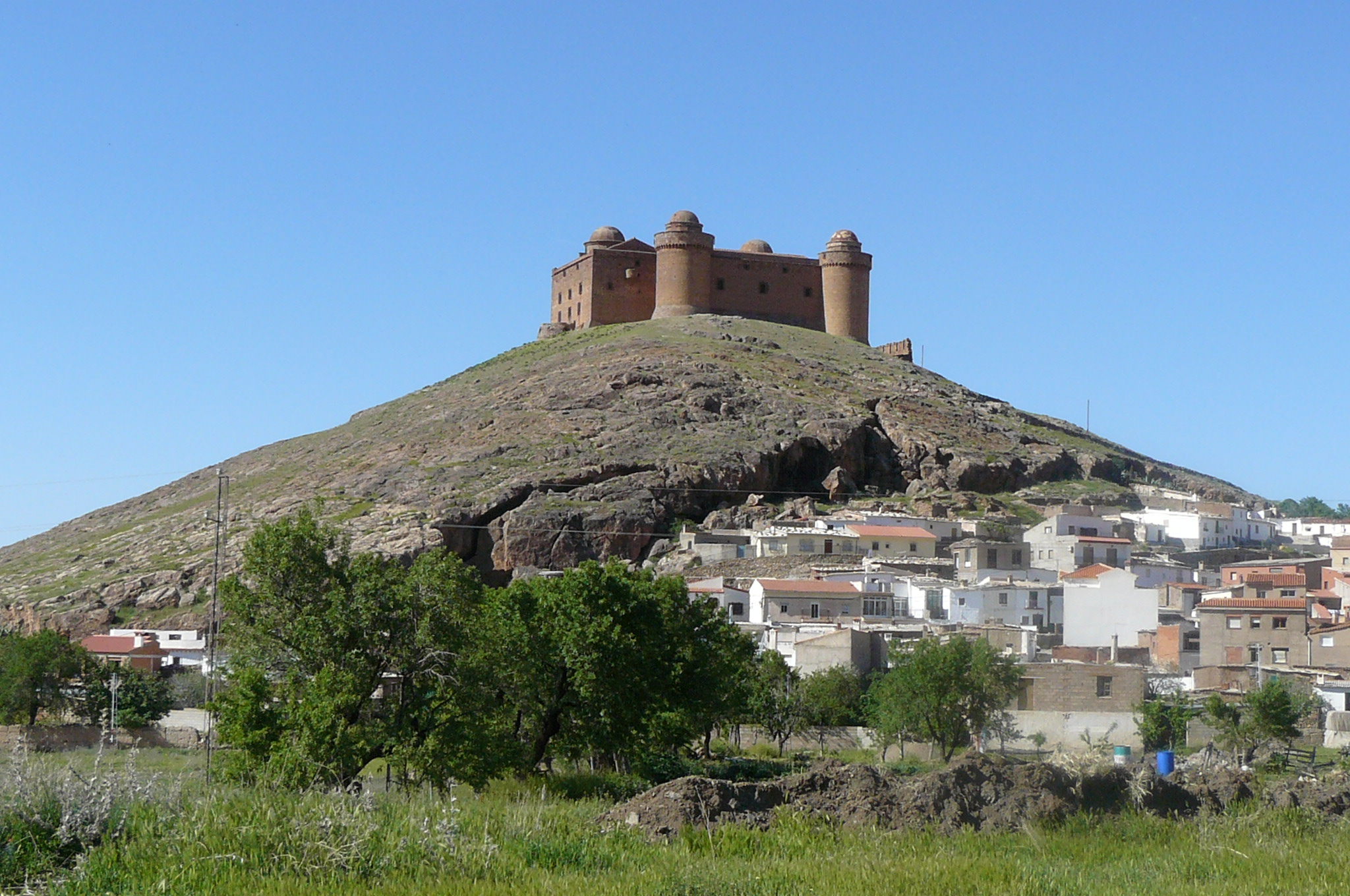
La Calahorra (Granada), presidida por el cerro del castillo.

La fortaleza es de planta cuadrangular, con unas dimensiones aproximadas de 46,5 × 32 metros, estando orientados los lados mayores en sentido norte-sur. En la fachada oeste se adosa otro cuerpo rectangular de 26 × 15 metros dotado de un cubete artillero y en cuyo interior se dispone la escalera. El castillo está compuesto por muros de mampostería y sillarejo, localizándose en cada uno de sus ángulos una torre cilíndrica cubierta mediante cúpula, de 10 metros de diámetro las del muro sur, y 13 las del norte. Un adarve recorre la parte superior de las murallas, estando semicubierto para proteger a la guardia del clima. El inmueble cuenta con una única puerta de acceso al interior situada en el ángulo noreste y que mantiene todavía los materiales originales: la madera de los portones y postigo blindada con lamas de hierro superpuestas y remachadas, así como su alamud, cerrojos y armellas. La portada de acceso se remata con el escudo de los Fonseca, familia a la que pertenecía la segunda esposa de don Rodrigo.
El eje vertebrador de las dependencias interiores es un cortile o patio cuadrado de 20 × 20 metros, rodeado de dos plantas de galerías superpuestas de cinco arcos sobre columnas de orden corintio. Las galerías se cubren mediante bóvedas de arista que descansan hacia el muro interior en ménsulas de piedra negra italiana, utilizando tirantes de hierro fundido en Valencia para contrarrestar el empuje, elemento empleado aquí por primera vez en la arquitectura española.
El cuerpo inferior de la galería presenta arcos de medio punto sobre columnas con elevados capiteles corintios apoyados sobre collarinos en los que se alterna decoración de grutesco o geométrica. Los arcos adornan su intradós con flores y guirnaldas de alternante diseño, anillos y roscas son destacados mediante molduras, y en las enjutas se representan relieves con los escudos heráldicos de los Mendoza y Fonseca. La galería inferior está realizada con piedra caliza de la zona, y en origen contaba con una inscripción latina en la que se leía: «El primer marqués, don Rodrigo de Mendoza, en el año 1510 y suyo 37.º, mandó construir esta casa; mas no por solaz suyo, sino que obligado a injusto ocio, con ocasión de huir de nuestra infeliz Hesperia, entonces, acogido a este cerro, gustó un poco de vagar así alejado, mientras no fuese lícito ni aun pensar en pretender otra cosa», en referencia al acoso que la monarquía ejercía sobre la antigua nobleza feudal con el fin de acabar definitivamente con sus privilegios, algo que también justifica el ajustado plazo en el que fueron ejecutadas las obras de la fortaleza.
En la galería superior, apoyada sobre arcos de medio punto sensiblemente rebajados, las columnas descansan sobre pedestales unidos por una balaustrada de mármol de Carrara. En esta galería la decoración se centra en las armas de los Fonseca, los escudos del marqués y de la familia Mendoza, decorándose el intradós de los arcos con casetones de piedra negra italiana. Finalmente, en el entablamento, inscripciones latinas con textos de los salmos bíblicos, que junto a las referencias mitológicas grecorromanas presentes en la decoración del patio y estancias interiores, ofrecen una lectura humanista del edificio.

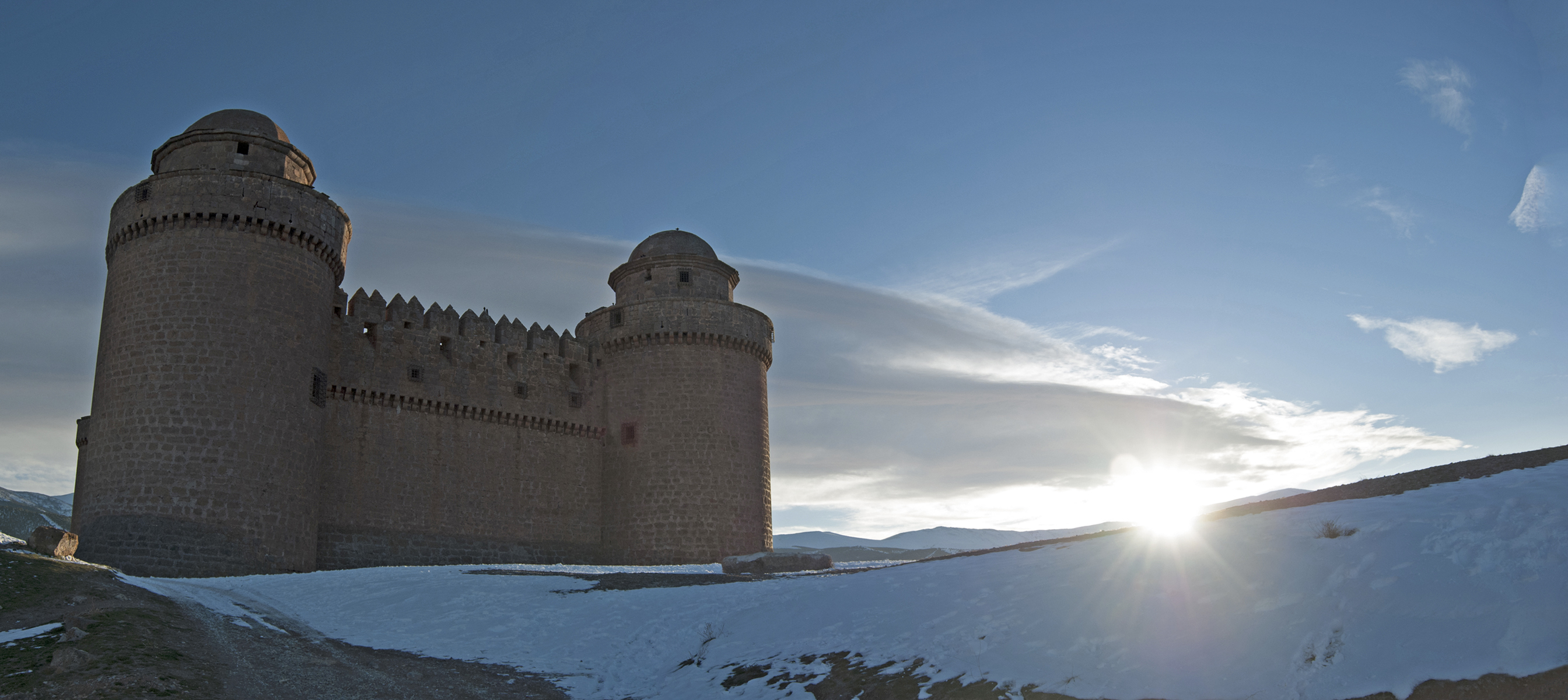
El castillo nevado.

Destaca la decoración de las portadas de las dependencias interiores, que se relacionan directamente con el carácter de la estancia. Entre las más relevantes están las de la Sala de la Justicia, el Salón de Occidente, y el Salón de los Marqueses. La de acceso al Oratorio se encuentra en la actualidad en el Museo de Bellas Artes de Sevilla. Entre los motivos ornamentales aparecen animales, seres fantásticos, motivos vegetales, frutales y florales.
La portada de la Sala de la Justicia sobresale por la presencia de columnas decoradas mediante fajas temáticas, guirnaldas en el primer tramo y cabezas de angelotes en el segundo. Las jambas ofrecen una profusa decoración soportando un entablamento con frontón curvo de casetones con motivos florales y frutales. El dintel cuenta con seres marinos enlazados entre sí y recipientes con frutos. Este programa decorativo se completa con copas entre pájaros en el dintel y grutescos en las jambas.
El conocido como Salón de Occidente posee una ornamentación basada en el claroscuro y en el horror vacui, con numerosos animales ágilmente articulados que apoyan en grutescos. Aparece un amplio espectro de animales y seres híbridos como águilas, delfines, sátiros y sirenas.
Por último, la portada del Salón de los Marqueses se resuelve a modo de arco de triunfo romano, sobresaliendo su programa iconográfico basado en la mitología clásica y con una fuerte influencia de los dibujos del Codex Escurialensis. En las pilastras laterales, están tallados cuatro nichos con relieves de Hércules Farnesio, dios Apolo y las diosas de la Fortuna y la Abundancia. En los pedestales, sendas representaciones sobre los trabajos de Hércules: la batalla contra hidra de Lerna y la captura del toro de Creta. En el friso superior se sitúan relieves de las diosas marinas y tritones, y en las jambas dos bustos de emperadores romanos.
La amplia escalera monumental, de claras reminiscencias genovesas en cuanto a concepción y perspectiva, se localiza en el centro compositivo del ala oeste del patio. Compuesta de tres grandes tramos, su construcción obligó a ampliar el perímetro de la fortaleza, anulando buena parte de sus capacidades defensivas pero demostrando que el carácter netamente militar del castillo-palacio había pasado a un segundo plano.

## Galería de fotos

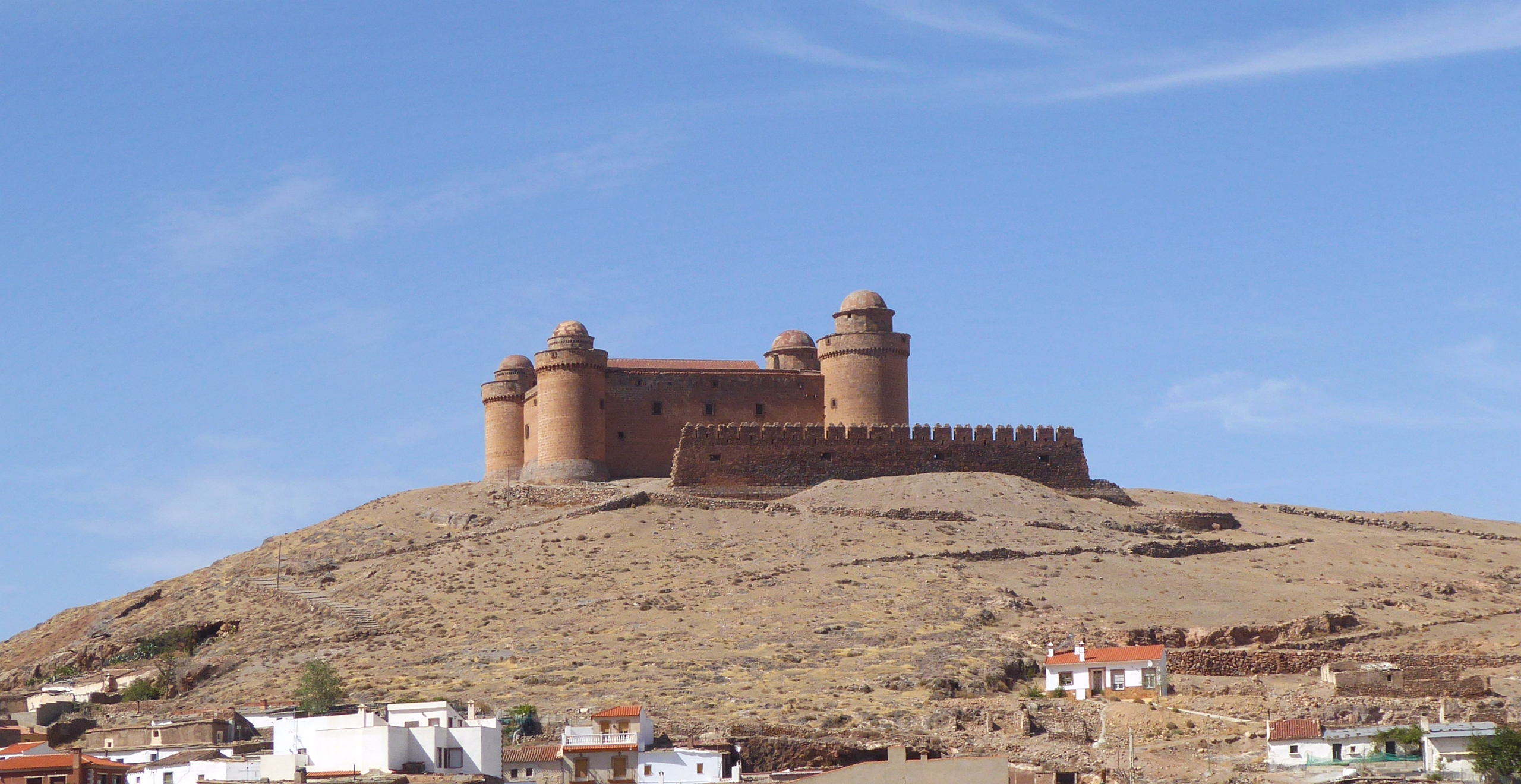
Castillo de La Calahorra (2016)
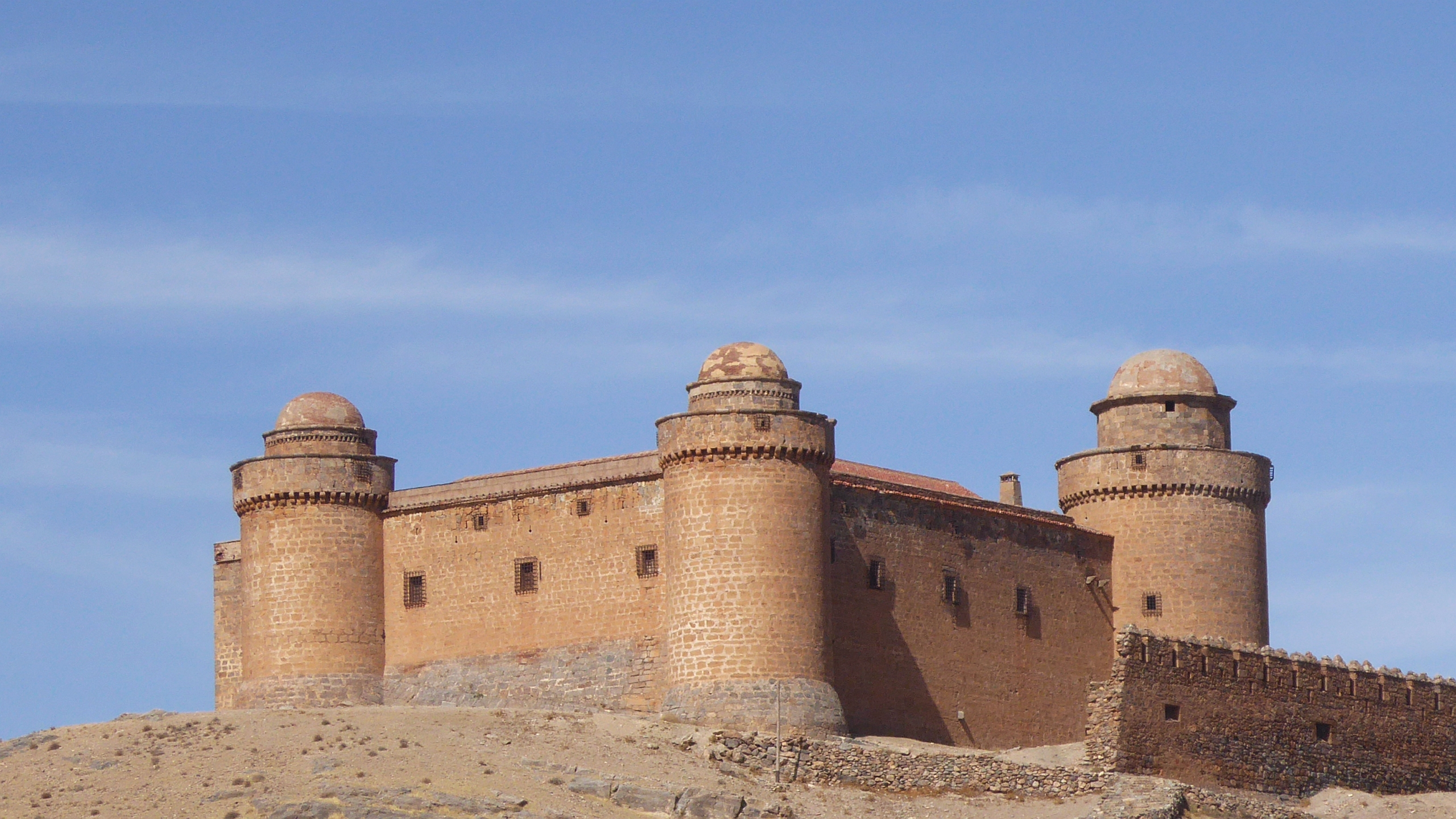
Castillo de La Calahorra (2016)
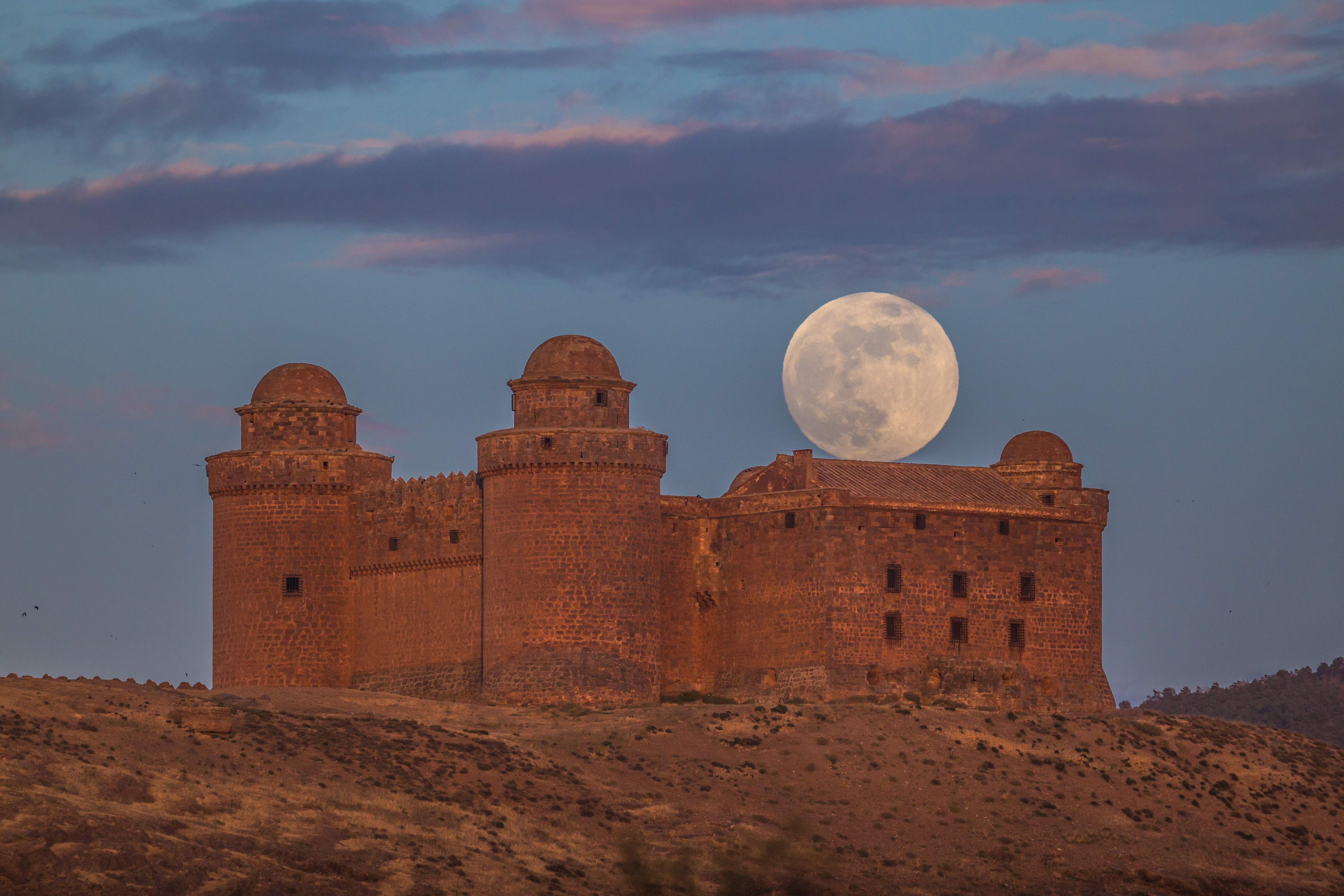
Luna llena sobre el Castillo de La Calahorra